# البيئة في جنوب السودان
البيئة في السودان هي البيئة (لكل العناصر - الحيوية أو غير الحيوية - التي تحيط بالفرد أو النوع وبعضها يساهم بشكل مباشر في تلبية احتياجاته) لدولة جنوب السودان، وهي دولة تقع في أفريقيا. تشكل بيئة السودان أكبر نظام بيئي للسافانا في شرق أفريقيا. وفي العقد الثاني من القرن الحادي والعشرين، أدت الصراعات إلى زيادة خطر المجاعة (المجاعة في عام 2017) فضلاً عن الصيد الجائر للحيوانات العاشبة الكبيرة.

## التنوع البيولوجي في جنوب السودان

تضاريس جنوب السودان.

### البيئات
جنوب السودان بلد يتمتع بقدرة خاصة على ري الأراضي من خلال العديد من الأنهار. أهمها النيل الأبيض وروافده مثل بحر الغزال.
تشكل هذه المنطقة أكبر نظام بيئي للسافانا في شرق إفريقيا.
يبلغ ارتفاع جبل كينيتي 3 187 مترًا، وهو يعد أعلى نقطة في البلاد.

### الحيوانات والنباتات
المناطق الشرقية من البلاد تعد موطنًا لقطعان ضخمة من الظباء وأعداد كبيرة من الزرافات والأسود والفهود . إن الهجرة السنوية للحيوانات العاشبة هناك تنافس في الأعداد الهجرة العالمية الشهيرة التي تجري بين ماساي مارا في كينيا وسيرينجيتي في تنزانيا المجاورة.

## التأثيرات على البيئات الطبيعية

### الأنشطة البشرية

#### الزراعة
تساهم الممرات المائية في تخصيب المناطق التي تعبرها. السكان هم في الغالب من الريف الحياة هناك مرتبطة باقتصاد الكفاف.

#### صيد الأسماك والصيد الجائر
في عامي 2015 و2016، سجلت هيئة حماية الحياة البرية زيادة حادة للغاية في الصيد غير المشروع للظباء والفيلة. ويتم ذبح الأفيال لتزويد تجارة العاج، في حين يتم قتل الزرافات والظباء لإطعام عشرات الآلاف من المقاتلين وأفراد الميليشيات والمتمردين الذين يقاتلون منذ كانون الأول 2013. وفي عام 2014، كشفت المنظمة أن ثلث الأفيال المجهزة بنظام تحديد المواقع الجغرافية قد اختفت.

### الضغط على الموارد غير المتجددة

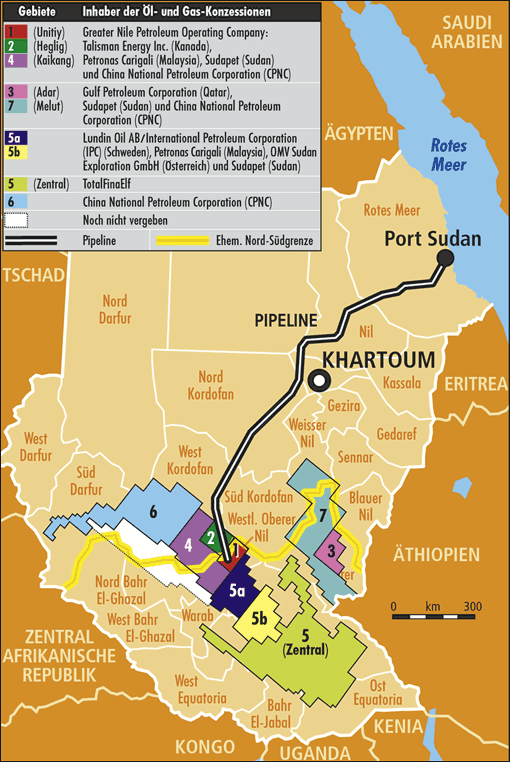
خريطة امتيازات النفط والغاز والبنية التحتية في السودانين.

كان جنوب السودان، قبل الاستقلال يوفر ما يقرب من 85% من احتياجاته من الغذاء. % من إنتاج 470 000 برميل نفط يومياً في عموم السودان. ومع ذلك، فإن صناعة المعدات والنفط تقع بشكل رئيسي في الشمال. تمتد خطوط الأنابيب النفطية من الجنوب إلى الشمال إلى بورتسودان على شواطئ البحر الأحمر. وتقع المصفاة الرئيسية على بعد 70 kilomètres شمال العاصمة السودانية الخرطوم.

### التلوث في بيئة السودان
ينتج كل مواطن في منطقة أفريقيا جنوب الصحراء الكبرى في المتوسط 165 كجم من النفايات سنويًا لكل مواطن في عام 2023 (أقل بكثير من البلدان الأكثر ثراءً). اعتبارًا من عام 2016، يُقدر عدد سكان جنوب السودان بحوالي 12.5 مليون شخص.